# Autoriteit woningcorporaties
De Nederlandse Autoriteit woningcorporaties (Aw), ingesteld per 1 juli 2015 zoals geregeld in artikel 60 van de Woningwet, houdt toezicht op woningcorporaties. De Aw valt onder de politieke verantwoordelijkheid van de minister van Binnenlandse Zaken en Koninkrijksrelaties (BZK) en is ondergebracht bij de Inspectie Leefomgeving en Transport.
In de Aw is per oprichtingsdatum opgegaan met het Centraal Fonds voor de Volkshuisvesting (CFV), dat was gevestigd te Baarn. Het was een Nederlands zelfstandig bestuursorgaan (zbo) dat ook viel onder BZK en rechtspersoonlijkheid ex artikel 71 van de Woningwet bezat.

## Activiteiten van het voormalige Centraal Fonds voor de Volkshuisvesting
Financieel Toezicht
het fonds is de financieel toezichthouder voor woningcorporaties. Jaarlijks wordt de financiële positie van individuele corporaties beoordeeld en CFV rapporteert over de sector als geheel.
Steunverlening
Sinds 1988 is het ook de beheerder van het saneringsfonds voor woningcorporaties. Corporaties die in financiële problemen zijn geraakt, kunnen een beroep doen op de saneringssteun van het Fonds.
Intern toezicht
Het fonds geeft advies en stimuleert de professionalisering van het intern toezicht bij corporaties door onder meer onderzoek, rapporten en bijeenkomsten. Hierbij wordt samengewerkt met de Vereniging van Toezichthouders in Woningcorporaties.
Informatievoorziening
Jaarlijks wordt de Corporatie in Perspectief gepubliceerd op basis van de aangeleverde informatie van de corporaties. Over een lange periode is deze informatie verzameld en deze wordt verstrekt aan belanghebbenden en geïnteresseerden.
Geen sanctiebevoegdheden
Het bestuur wordt benoemd door de verantwoordelijke minister, die ook de bevoegdheid heeft bestuursleden te schorsen of te ontslaan. Minister Blok benoemde Daphne Braal-Verhoog tot directeur van het CFV met ingang van 18 oktober 2013. Volgens haar heeft het fonds te weinig bevoegdheden en sanctiemogelijkheden om corporaties tot ander gedrag te dwingen. Strengere controle op corporaties zou moeten komen van het CFV, maar die is voor elke sanctie, zoals het opleggen van een dwangsom of het benoemen van een externe toezichthouder, afhankelijk van de minister. Het CFV is de enige Nederlandse toezichthouder die nul bevoegdheden heeft, aldus Braal. De discussie over goed toezicht op de 380 corporaties loopt al sinds 1998, toen de controle werd overgeheveld van gemeenten naar het CFV. Braal zegt dat corporaties door het onderling waarborgsysteem – ze staan financieel garant voor elkaar – geneigd zijn te veel risico’s te nemen. Als het fout gaat, kloppen ze aan bij het CFV, dat op haar beurt financiële steun bij andere corporaties regelt.
In 2010 waren er 418 woningcorporaties waarop toezicht werd gehouden. Het aantal corporaties is de laatste jaren wel afgenomen door fusies vooral van kleinere corporaties. Bij het fonds werken circa 45 mensen.

## Autoriteit woningcorporaties
In 2015 is de Autoriteit woningcorporaties (Aw) ingesteld, de opvolger van het CFV. De Autoriteit houdt extern financieel toezicht op de woningcorporaties en op de naleving van de regels voor staatssteun. De autoriteit heeft zelfstandige bevoegdheden waaronder de mogelijkheid een aanwijzing te geven. De minister van Binnenlandse Zaken en Koninkrijksrelaties (BZK) houdt toezicht op onder meer governance, integriteit en de prestaties van de corporaties. Jan van der Moolen, de directeur van het CFV sinds 1997, is inmiddels vertrokken en sindsdien o.a. lid van Raad van Commissarissen van de toegelaten instelling Stichting Studentenhuisvesting te Utrecht. Het ministerie van BZK meent dat de nieuwe autoriteit ook een nieuw bestuurlijk gezicht nodig heeft.

## Derivaten

### Onderzoek
Naar aanleiding van de problemen bij Vestia heeft het CFV in 2012 onderzoek gedaan naar het gebruik van derivaten bij het renterisicobeheer door woningcorporaties. De onderliggende nominale waarde van de derivatenportefeuille van alle corporaties, maar exclusief die van Vestia, bedroeg per 31 december 2011 € 17,9 miljard. De derivatenportefeuille bestond voor 75% uit renteswaps. De omvang van leningenportefeuille van de corporaties die gebruikmaken van derivaten bedroeg per 31 december 2010 € 62,2 miljard. De verhouding tussen de derivaten- en de leningenportefeuille was daarmee 29%. Per 31 december 2011 was de marktwaarde van de derivatenportefeuille € 3,1 miljard negatief en hadden de corporaties € 226 miljoen gestort als margin calls. Van de 400 corporaties die deelnamen aan het onderzoek maakten er 162 gebruik van derivaten.
Alle bovengenoemde bedragen zijn exclusief de derivatenportefeuille van Vestia. Vestia maakte in extreme mate gebruik van derivaten, de onderliggende nominale waarde van de derivatenportefeuille van Vestia was circa 20% hoger dan die van alle andere corporaties bij elkaar. Op 31 december 2011 bedroeg de marktwaarde van de derivatenportefeuille van Vestia € 2,1 miljard negatief en het bij de banken als onderpand gestortte bedrag € 1,3 miljard. Dit laatste bedrag was vijfmaal zo hoog als het totaal aan gestort onderpand door alle andere corporaties bij elkaar.
Woningcorporaties zijn zeer kapitaalintensief en de rentelasten vormen ongeveer een derde van de totale bedrijfslasten. Maatregelen, waaronder het gebruik van derivaten, om de rentekosten te drukken, kunnen lonend zijn. Corporaties gaven aan dat langjarige vastrentende leningen in de huidige marktstandigheden door de hoge krediet- en liquiditeitsopslagen duurder zijn dan een combinatie van een variabel rentende lening met een payerswap. Daarnaast willen woningcorporaties in veel gevallen ook de renterisico’s afdekken die in de toekomst vallen. Vanwege de kredietcrisis staat de rente op een historisch laag niveau en een stijging van de rente naar een meer normaal niveau is zeer aannemelijk. De mogelijkheden met gewone leningen een stijging van de rente voor te zijn, zijn beperkt. Derivaten bieden woningcorporaties ten slotte ook de mogelijkheid om een scheiding aan te brengen tussen het aantrekken van het geld en het renterisicomanagement. De leningen hebben veelal een variabele rente, waarbij het renterisco wordt afgedekt middels een renteswap. Kenmerkend voor de sector is dat er meestal renteswaps met lange looptijden worden aangegaan.
De huidige wet- en regelgeving op het gebied van derivaten voor woningcorporaties is zeer beperkt. In de Woningwet en het Besluit beheer sociale-huursector zijn in het geheel geen beperkingen gesteld aan het gebruik van derivaten. In haar reglementen sluit het WSW het gebruik van financiële derivaten niet volledig uit, maar wel wordt nadrukkelijk het hebben van open posities verboden. Het WSW borgt overigens géén derivaten en daaruit voortvloeiende margin calls.

### Aanbevelingen
Het CFV heeft op basis van het derivatenonderzoek en het huidige wettelijk kader een aantal aanbevelingen gedaan. De adviezen hebben vooral betrekking om de risico’s van de derivaten beter in kaart te brengen. In het zogeheten treasurybesluit van de corporatie moet heel duidelijk komen te staan wat de corporatie wel en niet op financieel gebied mag doen en moet de controle hierop duidelijk zijn geformuleerd en gestructureerd. Het gebruik van gestructureerde derivaten, het schrijven van renteopties en open posities worden vanwege de complexiteit van de producten en risico’s zeer sterk afgeraden. De administratie van derivaten moet verbeterd worden en zo ook kwaliteit van de toelichting bij de jaarrekening. De bedrijfsdoelstellingen die de derivaten dienen, de risico’s die ermee verband houden en het beleid van het management voor de beheersing van deze risico’s, dienen uiteengezet te worden in de jaarrekening.

### Beleidsmaatregelen
Per 1 oktober 2012 kondigde minister Liesbeth Spies strengere eisen af voor het in bezit hebben van derivaten door woningbouwcorporaties. In de beleidsnotitie worden aan de toegelaten instellingen, als bedoeld in artikel 70 van de Woningwet, de volgende voorwaarden gesteld:
- Het aantrekken en afstoten van financiële derivaten dient uitsluitend te zijn gericht op het beperken van risico’s van het financiële beleid (artikel 2.2.).
- De instellingen dienen de interne organisatie op adequate wijze te hebben ingericht voor het gebruik van derivaten (artikel 3.1.).
- Het is niet toegestaan andere financiële derivaten aan te trekken dan rentecaps of payer swaps gericht op het beperken van opwaartse renterisico’s van variabele leningen (artikel 4.1.).
- Aan te trekken payer swaps mogen geen langere looptijd hebben dan maximaal 10 kalenderjaren (artikel 7.2.).
- Zij die financiële derivaten gebruiken, dienen een liquiditeitsbuffer aan te houden die minstens groot genoeg is om de uit de derivatenportefeuille voortvloeiende liquiditeitsverplichtingen door een daling van de vaste rente in de markt met 2%-punt te kunnen voldoen (artikel 8.1.).